# Lebedew-12
Die Lebedew-12 (Lebedew-XII, auch Lebed-XII, russisch Лебедь-XII) ist ein russisches Militärflugzeug aus der Zeit des Ersten Weltkrieges. Verwendet wurde sie vorwiegend als Aufklärer, konnte jedoch auch einige leichte Bomben mitführen. Da man beim Bau die deutschen Typen Albatros C.I und Albatros B.II kopiert hatte, wurde sie auch als Albatros mit Salmson (Motor) bezeichnet.

## Geschichte
Entwickelt wurde das Flugzeug von Wladimir Lebedew, einem russischen Flugpionier, der auch schon Segelflugzeuge konstruiert und der 1912 sein eigenes Flugzeugbauunternehmen in Petersburg gegründet hatte.
Das Vorgängermodell hieß Lebedew-11 und war mit einem Mercedes-Benz Antrieb ausgestattet, die Serienmaschinen erhielten einen Salmson-Motor. Im Juni 1915 wurden davon 225 Stück bestellt. Da das Modell einige konstruktive Mängel aufwies, entwickelte man den Typ zur Lebedew-12 weiter, die am 28. Dezember 1915 erstmals flog. Als Modifikation war die Spannweite und die Länge verkleinert und das Leitwerk verbessert worden. Obwohl ihre Eigenschaften und Leistungen alles andere als bemerkenswert waren, spielte sie eine wesentliche Rolle in den russischen Fliegerkräften des Ersten Weltkrieges. Während das deutsche Ausgangsmuster einen aerodynamisch sauber eingepassten Reihenmotor hatte, standen in Russland nur Umlaufmotoren zur Verfügung.
Die Produktion verzögerte sich wegen Schwierigkeiten mit dem Triebwerk, so dass die ersten Lebedew-12 erst im Oktober 1916 ausgeliefert werden konnten. Nach der Oktoberrevolution wurde die Produktion zunächst eingestellt, dann ließ die Sowjetregierung die Herstellung bis 1919 weiterlaufen, wodurch eine Stückzahl von 216 gebauten Maschinen erreicht wurde. Besonders im russischen Bürgerkrieg kam die Lebedew-12 zum Einsatz. Im Einsatz zeigte die Lebedew-12 deutliche Schwächen: sie war kompliziert zu fliegen, in einigen Fällen konnten die Piloten einen eingeleiteten Sturzflug nicht mehr abfangen, die unter dem Rumpf geführten Abgase drangen oft ins Cockpit ein und verursachten Brände. Trotz dieser Mängel blieb sie noch lange Zeit im Hinterland zur Pilotenschulung eingesetzt und wurde erst ab 1924 ausgesondert.

## Technische Daten
| Kenngröße             | Daten                                    |
| --------------------- | ---------------------------------------- |
| Konstrukteur          | Wladimir A. Lebedew                      |
| Besatzung             | 2 (Pilot / Beobachter)                   |
| Länge                 | 7,96 m                                   |
| Spannweite            | 13,15 m                                  |
| Höhe                  | 3,4 m                                    |
| Flügelfläche          | 42,0 m²                                  |
| Höchstgeschwindigkeit | 133 km/h                                 |
| Steigzeit             | 8,5 min auf 1000 m Höhe                  |
| Dienstgipfelhöhe      | 3500 m                                   |
| Reichweite            | 300 km                                   |
| Flugdauer             | 3 h                                      |
| Leermasse             | 862 kg                                   |
| Startmasse            | 1212 kg                                  |
| Triebwerke            | ein Sternmotor Salmson, 110 kW (150 PS)  |
| Bewaffnung            | ein bis zwei MG 7,7 mm bis 100 kg Bomben |